# Pseudobatos productus
A Pseudobatos productus, korábban Rhinobatos productus a porcos halak (Chondrichthyes) osztályának Rhinopristiformes rendjébe, ezen belül a hegedűrája-félék (Rhinobatidae) családjába tartozó faj.

## Előfordulása
A Pseudobatos productus kizárólag a Csendes-óceán keleti felének egy részén fordul elő. Az Amerikai Egyesült Államokbeli San Franciscótól egészen a Kaliforniai-öbölig. Talán egészen a mexikói Mazatlán térségéig.

## Megjelenése
Ez a hegedűrája általában 99 centiméter hosszú. A hím legfeljebb 119 centiméteresre, míg a nőstény 170 centiméteresre is megnőhet. A testtömege legfeljebb 9,8 kilogramm lehet. A teste inkább hosszú, mint széles. A háti része nagyjából sima, egy sornyi tüske kivételével, mely a fejtől egészen a farkáig fut végig. A szemei körül is vannak tüskék. A pofája hosszúkás, azonban a vége lekerekített. A fogai aprók, kavicscserűek. A hátuszony töve közelebb áll a melluszonyok tövéhez, semmint a farokúszóhoz. A farka vastag; a farokúszónak csak a felső nyúlványa van meg, az alsó hiányzik. A fogszámozása a következő: 102-112/98-117.

## Életmódja
Trópusi, fenéklakó halfaj, amely akár 91 méteres mélységbe is leúszhat, azonban 13 méternél tartózkodik. Egyaránt megél a sós- és brakkvízben is. Az árapálytérséget kedveli, ahol kisebb-nagyobb mértékben nomád életmódot folytat. Magányosan vagy rajokban látható. A homokos, iszapos vagy akár a sziklás helyeken is tartózkodhat. Pihenéskor a homokba rejtőzve ül. Lassú úszó; táplálékát gyakran félig elásva várja, amíg az elég közel érkezik hozzá. Tápláléka fenéklakó gerinctelenek és kisebb halak.
Legfeljebb 16 évig él.

## Szaporodása
Álelevenszülő állat, mivel a kis ráják az anyjuk testében kelnek ki a tojásból. A vemhesség, körülbelül 12 hónapig tart. Egy alomban 6-28 kis Pseudobatos productus van.

## Felhasználása
Ezt a hegedűráját ipari halásszák. A sporthorgászok is kedvelik.

## Képek

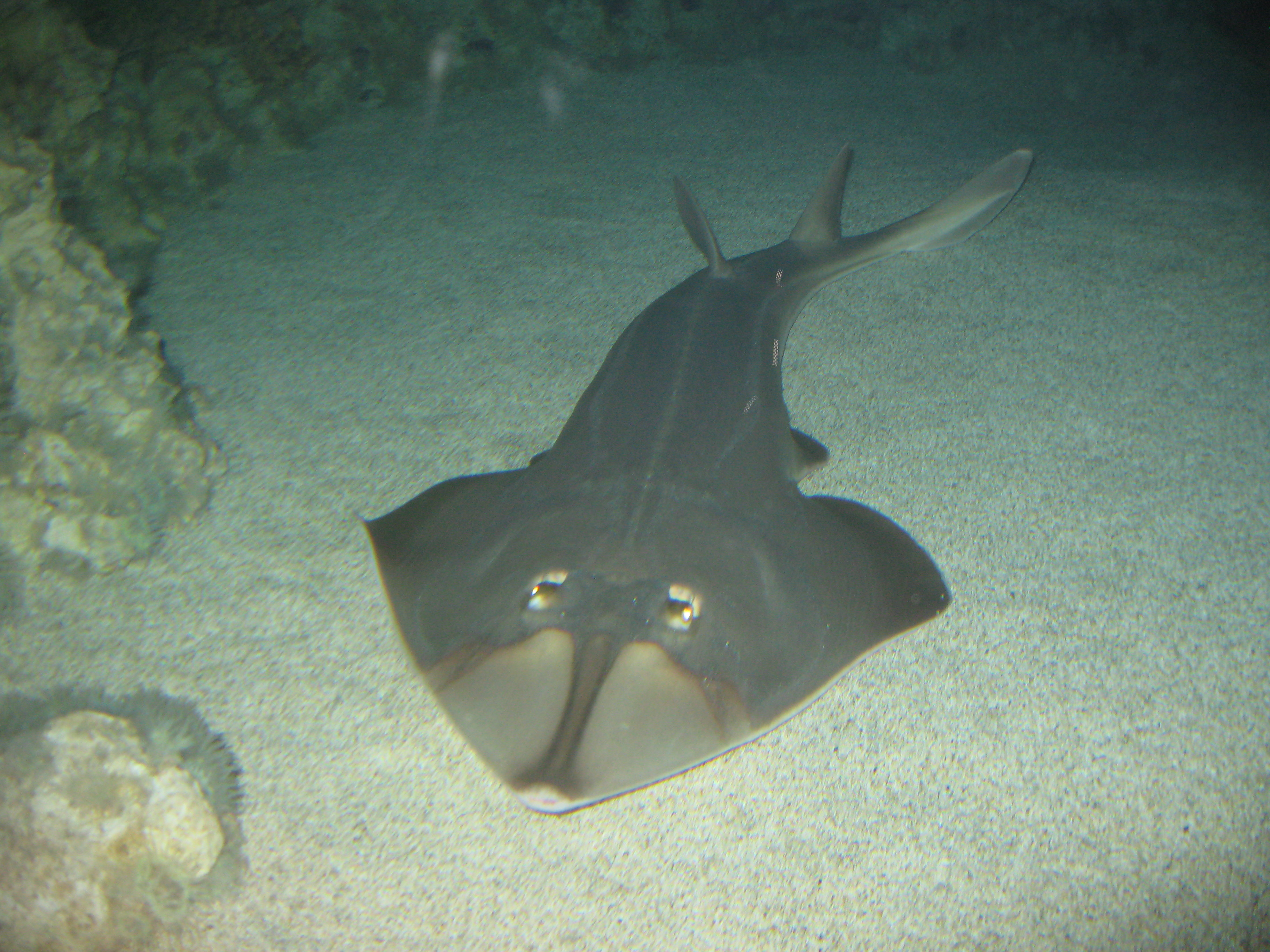
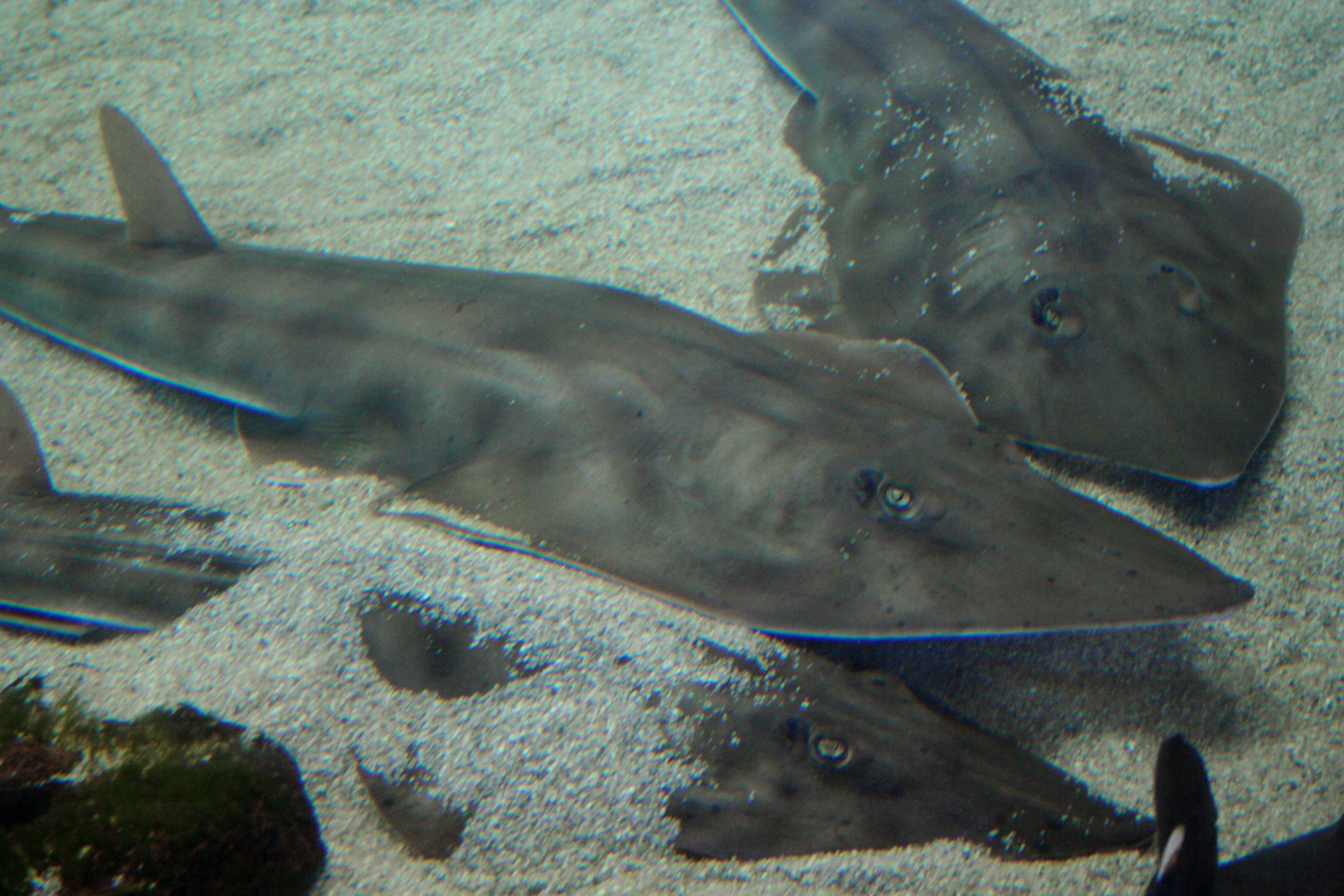
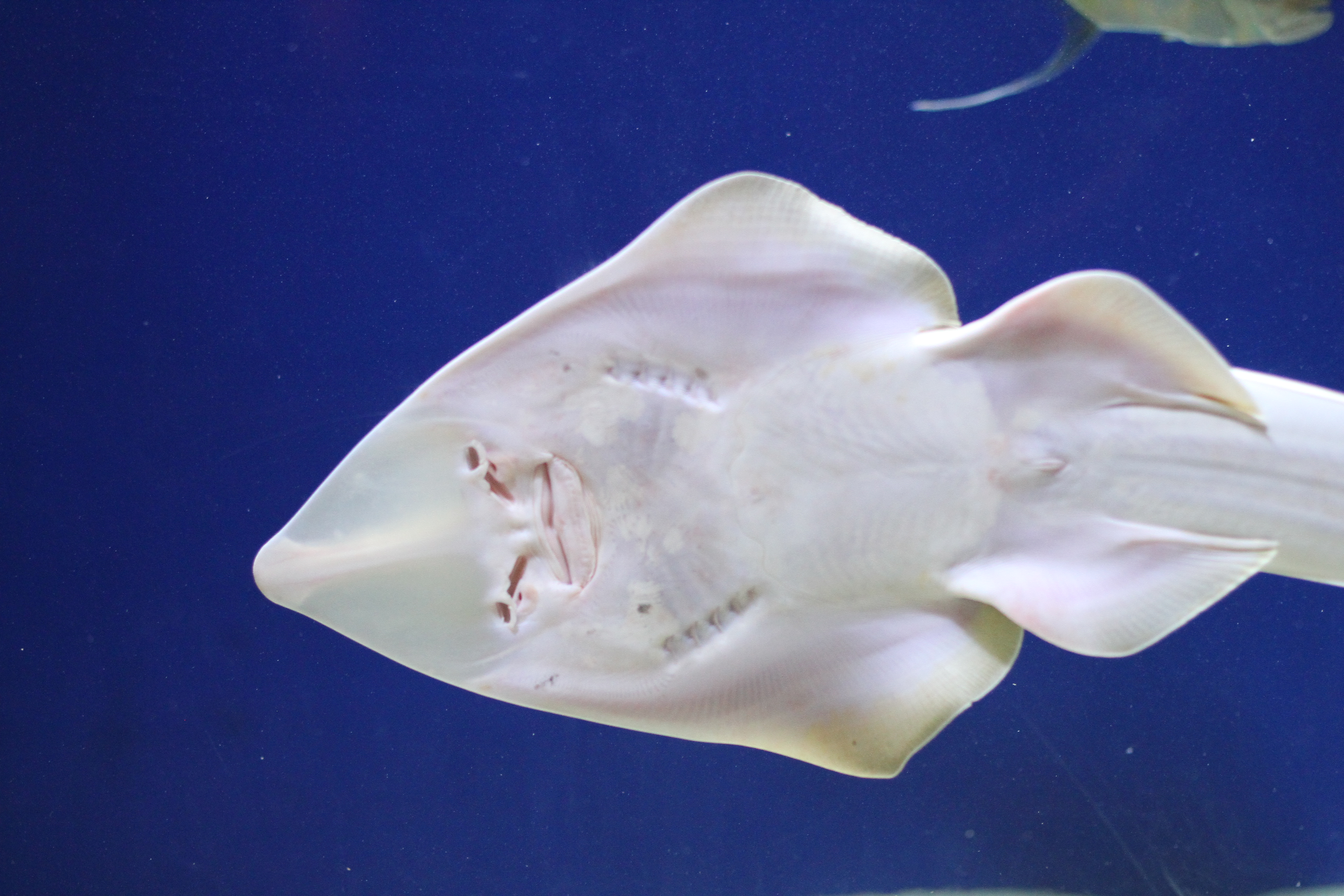